# Dámaso Moyano
Dámaso Moyano (Mendoza, 1796-Madrid, 26 de agosto de 1843) fue un militar afroargentino que participó en las Guerras de independencia hispanoamericanas combatiendo tanto por el bando patriota como por el realista, destacando particularmente por sublevar al Ejército de los Andes durante la Independencia del Perú, lo que llevó a que la Fortaleza del Real Felipe en el Callao quedase bajo control español hasta la conclusión de la guerra en 1826.

## Biografía
Dámaso Moyano nació en 1796 en la ciudad de Mendoza, hijo de los esclavos Vicente Moyano y María Villegas, esclavos de la casa de don Francisco Moyano, acaudalado propietario de la ciudad.
Su carrera en el ejército comenzó reclutado como parte de una leva de esclavos libertos como tambor en el Batallón Número 1 de Cazadores del Ejército de los Andes. Más adelante, se desempeñó como asistente del comandante Mariano Mendizábal, quien en enero de 1820 lideró la sublevación del Batallón Número 1 de Cazadores, un cuerpo que finalmente no embarcaría en la Expedición Libertadora del Perú. Tras la captura de Mendizábal, Moyano fue reclutado para la campaña en Perú, donde se integró como soldado en el Regimiento Río de la Plata del Ejército de los Andes, ascendiendo luego al grado de sargento.
El 5 de febrero, Moyano lideró la Sublevación del Callao, la que se produjo debido a la falta de pagos, pasando a formar con las tropas amotinadas de la División de los Andes el Regimiento de infantería español del Real Felipe del Callao. Tras conocer la victoria del Ejército Unido Libertador del Perú en la Batalla de Ayacucho, ocurrida el 9 de diciembre de 1824, se trasladó al puerto de peruano de Quilca y embarcó en el bergantín Pezuela, con destino al puerto español de Cádiz. Ya en España, Moyano, quien había pasado de esclavo a Brigadier del Ejército Realista en América, recibió la confirmación de sus grados militares y fue destinado a la Capitanía General de Cuba el 29 de agosto de 1825. En 1826, regresó a España.
El Brigadier de Infantería Dámaso Moyano recibió una Real Licencia para casarse con la viuda María Francisca López Sarciada, con quien tuvo un hijo, Isidro Antonio, nacido en Cádiz el 15 de mayo de 1843. Pocos meses después, el 26 de agosto de 1843, Moyano falleció como hombre libre y militar español.